# Lenguas tinigua-pamigua
Las lenguas tinigua-pamigua son un grupo de lenguas indígenas mal documentadas y (casi)extintas habladas anteriormente en los departamentos colombianos de Caquetá y Meta.

## Aspectos históricos, sociales y culturales
De acuerdo con la tradición los tinigua migraron a su actual territorio a principios del siglo XX, desde el río Yarí en el departamento de Caquetá, donde tenían tyenían con pueblos witoto. El tinigua se consideraba extinto hasta que se encontraron 2 hablantes que ya eran ancianos en los años 1990. Aún en 1940 había un número importante de hablantes y las mujeres tinigua eran monolingües, aunque la mayoría de hombres hablaba español en algún grado.
Una de las primeras referencias a los Pamigua es la de Rivero (1763) que explica que vivían entre Concepción de Arama (Meta) y el Guaviare. Sin embargo se desconoce cuándo desapareció este grupo, aunque antes de su desaparición F. Toro recogió un vocabulario de esta lengua.

## Clasificación
El reconocimiento del parentesco del tinigua con el pamigua fue probado por Castellví (1940) a partir de los vocabularios pamigua recolectados F. Toro y publicados por Ernst (1895).

### Lenguas de la familia
Se conocen tres lenguas de esta familia de las cuales dos se consideran totalmente extintas (pamigua, majigua) y el tinigua está casi-extinto ya que sólo contaba con dos hablantes de edad hacia 1990.

## Descripción lingüística

### Comparación léxica
Castelleví (1940) fue el primero en reconocer el parentesco entre el tinigua estudiado por él mismo y los datos del pamigua publicados casi medio siglo antes por A. Ernst. Los siguientes términos léxicos del tinigua y el pamigua proceden de Castellví y Ernst:
| GLOSA    | Tinigua        | Pamigua         | PROTO-TP |
| -------- | -------------- | --------------- | -------- |
| 'ojo'    | zəti, zuti     | sete            | *zóti    |
| 'hombre' | psätseyá       | piksiga         | *piksiga |
| 'mujer'  | ñíza           | ništá           | *niz-    |
| 'agua'   | ñikwáiši       | nikagé          | *nikwagi |
| 'fuego'  | ičísa          | ekisá           | *ekisa   |
| 'perro'  | šámno          | šannó           | *šamno   |
| 'jaguar' | žíña           | šiñaga          | *žíña-   |
| 'maíz'   | tyoka          | šukšá           | *tyok-   |
| 'uno'    | kíʔ-ye         |                 |          |
| 'dos'    | hátsaiča       |                 |          |
| 'cinco'  | šopa-kuáša     | saksu-kuaša     | 1+kwaša  |
| 'once'   | čimatóse-kiésä | čipse ipa-kiaši |          |